# Pośrednia Spadowa Przełączka
Pośrednia Spadowa Przełączka (niem. Mittlere Verborgene Scharte, słow. Prostredná Kamzíčia štrbina, węg. Középső-Csehtavi-csorba, 2205 m) – przełączka w bocznej, wschodniej grani Niżnich Rysów (2430 m) w Tatrach Słowackich. Znajduje się w niej pomiędzy Niżnimi Rysami a Ciężką Turniczką (ok. 2220 m). Na północną stronę do Doliny Spadowej (a dokładniej do Spadowego Kociołka) opada z przełączki trawiasto-skalista depresja, na południową, do Ciężkiego Kotła, podobna, również skalisto-trawiasta depresja.
Niżnia Spadowa Przełączka jest szeroka i trawiasta. Wejście z niej na szczyt Ciężkiej Turniczki jest łatwe. Według Władysława Cywińskiego widok z Pośredniej Spadowej Przełączki należy do najpiękniejszych w Tatrach. Panorama widokowa obejmuje prawdziwie wysokogórską scenerię; od Galerii Gankowej przez Wysoką po Rysy. Szczególnie efektowny jest ten widok po wyjściu na przełączkę od strony północnej. Bardziej znane jest przejście sąsiednią Niżnią Spadową Przełączką, ale wejście na Pośrednią ma podobną trudność, a widok jest bardziej rozległy. 
Autorem nazwy jest Władysław Cywiński.

## Drogi wspinaczkowe
1. Z Doliny Spadowej; 0 w skali tatrzańskiej, 30 min
2. Od Ciężkiego Kotła; 0+, 20 min
3. Wschodnią granią (od Pośredniej Spadowej Przełączki na Ciężką Turnię); w zależności od wariantu 0+, I lub II; 45 min